# Arasán
Arasán es una localidad española perteneciente al municipio de Bisaurri, en la Ribagorza, provincia de Huesca, Aragón. Está situada en la zona llamada "El Solano", en la falda del monte Gallinero.

## Geografía
Se localiza a 1240 m de altitud, en la falda del Pico Gallinero. Es uno de los pueblos que forman parte de "El Solano" junto con Eresué, Ramastué y Liri. Pertenece al Municipio de Bisaurri con una superficie de 63,2 km² y 25 habitantes, según el censo del 2021.
Su situación privilegiada en la ladera de la montaña le da un carácter especial, destacando sus espectaculares vistas sobre el fondo del valle así como de los Picos que le rodean, entre los que podemos destacar algunos que superan los 3.000 m de altitud.

## Historia
Su topónimo proviene de la palabra Ara-Sancta, equivalente a Santuario o Lugar Sagrado. En sus orígenes Arasán fue señorío del monasterio cisterciense de Lavaix (Pont de Suert).
Un documento fechado el 23 de marzo de 1265 dice: Doña Arsendis de Eril en sufragio de su alma, eligió sepultura en el monasterio de Lavaix y dio a dicho monasterio el lugar de Arasán con todos sus términos, derechos y pertenencias; cuya dotación aprobó el Rey Jaime por sí y por los suyos, para remedio de su alma y de sus parientes y añadió el derecho y dominio que tenía en Arasán, que la dicha Arsendis de Eril tenía en su feudo y había legado a dicho monasterio en su testamento; el lugar con sus diez y seis masos que tenía con sus términos y pertenencias lo poseyera el monasterio franco y libre perpetuamente.
Durante el siglo XV el Templo Parroquial estuvo dedicado a Santa María, bene edificata et illuminata. De estilo románico originariamente, posteriormente fue transformado. Era una Iglesia con el cementerio incircuitu (alrededor del templo) y en el campanario dos campanas. Arasán dependía del obispado de Lérida hasta el año 1571 que pasó a depender del obispado de Barbastro. Del antiguo tesoro parroquial conserva todavía una custodia de plata cincelada, una cruz procesional, cáliz, copón, crismera e inciensario, todo de plata (S. XVIII).
En el interior de la Iglesia se conserva una talla de Cristo Crucificado que data de finales del siglo XV. Es aquella de madera, su estatura de un hombre, bien proporcionado; está bien formado... visibles sus venas y arterias, su rostro está al espirar... La capilla donde se halla el Cristo gfue edificada el año 1680. Se cuenta que la capilla y altar de Cristo se construyó con arena traída por una gran tormenta hasta la misma capilla.... En tiempo de sequía se acudía al Cristo implorando el agua el día 11 de mayo, con voto de hacer procesión, misa de cruce, rogativas con asistencia de los pueblos de Eresué, Sos, Ramastué, Liri, Castejón de Sos y Urmella. Los patronos de la capilla fueron siempre los herederos de la casa noble de los Agustí.

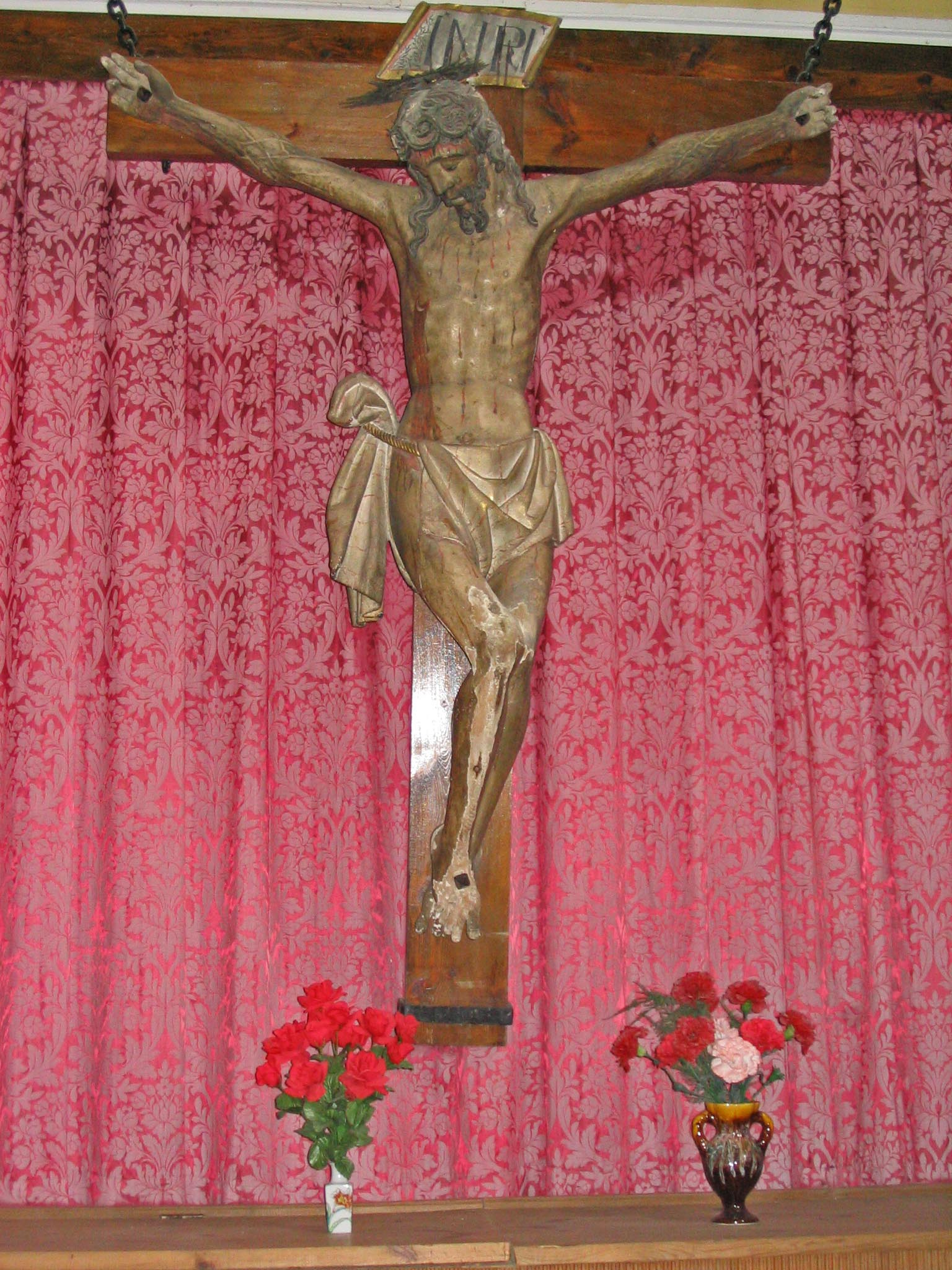
Santo Cristo de Arasán

## Economía
Aunque la economía ha girado tradicionalmente en torno a la ganadería y en menor medida la agricultura y silvicultura, en los últimos años se está comenzando a compatibilizar con el turismo motivado por la creación y expansión de la estación de esquí de Cerler, así como el creciente turismo de montaña.

## Lugares de interés

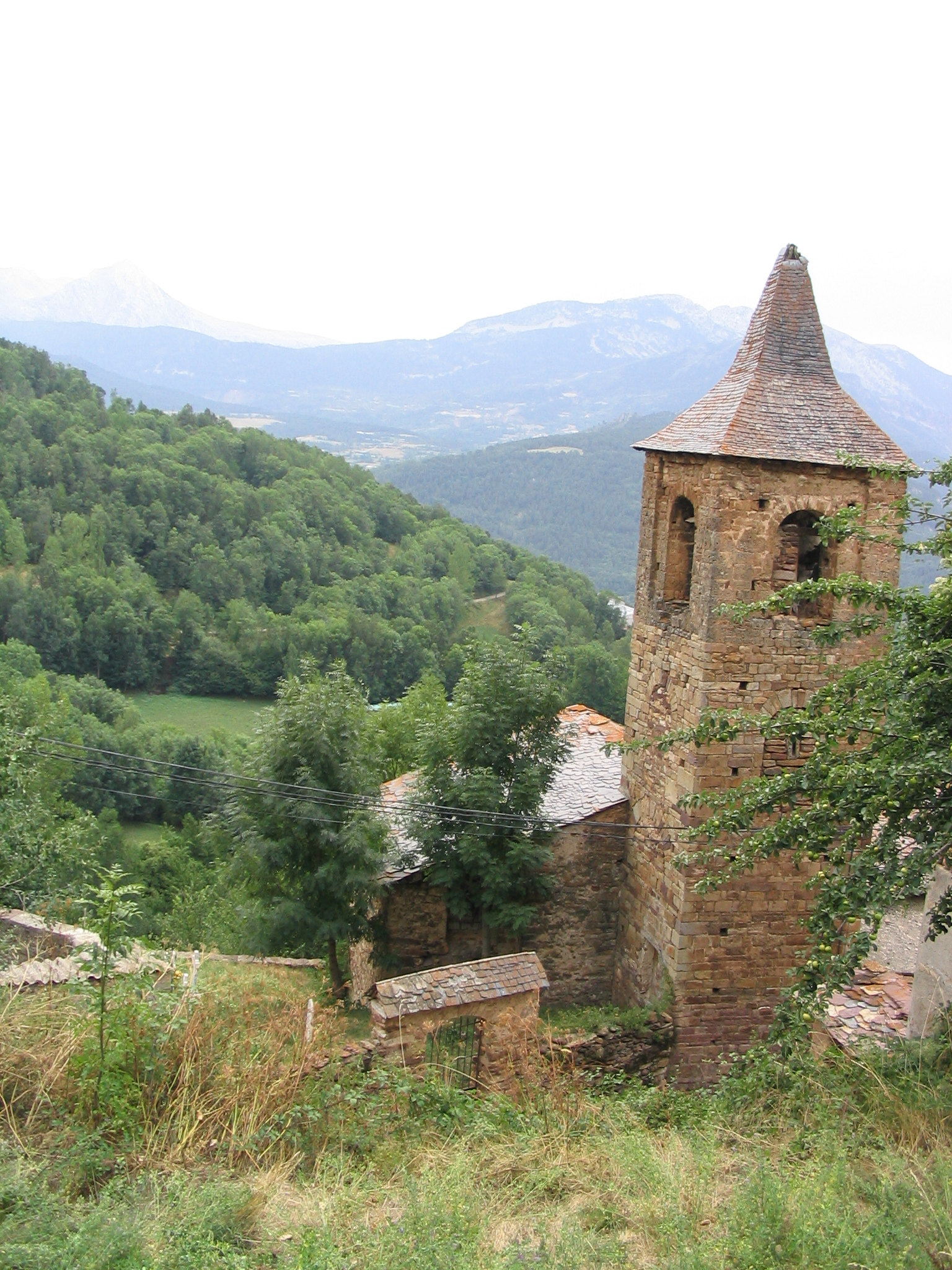
Iglesia de Arasán

- Casas antiguas como la casa Chuliá (del siglo XVI) o la casa Castán (del XVII).[1][2]
- Iglesia de la Asunción, del siglo XVI. Contiene una talla de Cristo crucificado del siglo XVI.[1][2]

## Fiestas patronales
Fiestas en honor al Santo Cristo que se celebran el 14 de septiembre.